# Syed Nagli
Syed Nagli – miasto w północnych Indiach w stanie Uttar Pradesh, na Nizinie Hindustańskiej.
Populacja miasta w 2001 roku wynosiła 9428 mieszkańców.